# Desmadre 75
Desmadre 75 fue un grupo musical español de mediados de la década de 1970.
Los integrantes del grupo coincidieron en su etapa de estudiantes en la tuna universitaria y decidieron unir su talento y sus ganas de diversión. De ellos, el único con formación musical era José Julián Monzón, que tocaba en el grupo Paracelso, junto a su hermano José Miguel (El Gran Wyoming) y Ángel Muñoz (Maestro Reverendo). José Julián Monzón pertenecía a la tuna de farmacia, donde tenía el sobrenombre de "Seju". Chenche Baylina y Alberto Cepeda eran integrantes de la Tuna Universitaria de la Facultad de Derecho de la Universidad Complutense.
El exintegrante de Los Pasos, Álvaro Nieto les propuso editar un sencillo que incluyera alguna de sus canciones y de ese modo se publicó Saca el güisqui, cheli (con Tengo una pena que me consume, en la cara B). El tema, con letra de Luis Gómez-Escolar, alcanzó un éxito inusitado y se convirtió en la canción del verano y una de las más populares de la década.
"Tengo una pena que me consume" contiene el estribillo "Micaela, Micaela, Micaela", llamativamente similar a la melodía de Macarena, la canción con la que Los del Río alcanzaron el éxito mundial años más tarde. Esta canción también formaba parte del repertorio de la Tuna de Derecho de la Complutense.
En 1975, pocos meses después y a raíz del éxito alcanzado, publican su primer LP titulado Aquí está el güisqui, cheli , y que incluía otro tema que alcanzó también cierta popularidad: La chorba del Jacinto. 
En 1976 editan un nuevo sencillo, Vamos de excursión al que seguiría el LP Arradio Canuto. Sin embargo, este último proyecto no obtuvo la resonancia de los anteriores y la banda acabó disolviéndose.
Tres de los miembros intentaron recuperar el formato, primero con La teta atómica y luego con Los amantes de Teruel, en ambas ocasiones con escaso éxito.

## Discografía

### Álbumes
- Aquí está el güisqui, cheli (1975)
- Arradio Canuto (1977)

### Sencillos
- Saca el güisqui, cheli (1975)
- Vamos de excursión (1976)

## Curiosidades
José Julián Monzón, en los años 80 fundó "El Combo Belga", grupo de salsa.
Alberto Cepeda, uno de los miembros fallecidos del grupo, era tío del cantante y concursante de Operación Triunfo 2017, Cepeda.